# Eivør Pálsdóttir (album)
Albums de Eivør Pálsdóttir
Krákan
(2003)
Eivør Pálsdóttir est le premier album studio de la chanteuse féroïenne Eivør Pálsdóttir. Il est sorti en 2000. 
L'album est composé de ballades féroïennes accompagnées simplement à la guitare et à la basse, avec des influences jazz et des textes d’écrivains féroïens connus. Plusieurs chansons ont été écrites par Eivør. Il se termine par deux chants religieux interprétés en danois.

## Liste des titres
| No  | Titre                         | Durée |
| --- | ----------------------------- | ----- |
| 1.  | Ástarstund                    | 3:25  |
| 2.  | Randaðu rósur                 | 2:41  |
| 3.  | Vakrasti dreymur              | 4:03  |
| 4.  | Áh, kundu á tíðarhavi         | 3:26  |
| 5.  | Vársins ljóð                  | 4:34  |
| 6.  | Lítla barnið                  | 4:21  |
| 7.  | Í Gøtu ein dag                | 5:48  |
| 8.  | Silvurkannan                  | 4:05  |
| 9.  | Føroyar mín móðir             | 4:11  |
| 10. | Jesuspápin                    | 5:12  |
| 11. | Som den gyldne Sol frembryder | 6:27  |
| 12. | Giv Fred framdeles            | 2:35  |